# (473148) 2015 KL11
(473148) 2015 KL11 es un asteroide perteneciente al cinturón de asteroides, descubierto el 11 de febrero de 2014 por el equipo del Mount Lemmon Survey desde el Observatorio del Monte Lemmon, Arizona, Estados Unidos.

## Designación y nombre
Designado provisionalmente como 2015 KL11.

## Características orbitales
2015 KL11 está situado a una distancia media del Sol de 3,048 ua, pudiendo alejarse hasta 3,149 ua y acercarse hasta 2,946 ua. Su excentricidad es 0,033 y la inclinación orbital 12,13 grados. Emplea 1943 días en completar una órbita alrededor del Sol.

## Características físicas
La magnitud absoluta de 2015 KL11 es 16,5.